# Saint-Preuil
Saint-Preuil est une commune du Sud-Ouest de la France, située dans le département de la Charente (région Nouvelle-Aquitaine).
Ses habitants sont les Saint-Preuillais et les Saint-Preuillaises.

## Géographie

### Localisation et accès
Saint-Preuil est une commune de l'ouest de la Charente, située à 4 km au sud-est de Segonzac et 26 km à l'ouest d'Angoulême, et en Grande Champagne, vignoble premier cru de cognac.
Elle est à 9 km à l'ouest de Châteauneuf, 10 km au sud de Jarnac, 14 km au nord de Barbezieux et 16 km au sud-est de Cognac.
À l'écart des grandes routes, la commune est traversée du nord au sud par la D 90, route reliant Lignières-Sonneville à Saint-Même-les-Carrières, et qui traverse le bourg. La D 699 d'Angoulême à Archiac et Jonzac par Châteauneuf passe au sud de la commune à 3 km du bourg. La D 1, route de Barbezieux à Segonzac, traverse l'extrême ouest de la commune. La D 95, route de Bouteville à Cognac, passe en limite nord.
La gare la plus proche est celle de Châteauneuf ou de Jarnac, desservie par des TER à destination d'Angoulême, Cognac, Saintes et Royan.

### Hameaux et lieux-dits
La commune compte quelques hameaux : Puybert, en bas et en face du bourg, le Maine aux Bretons et Chez Vidaud à l'ouest, Puymerle et Ségéville au nord.

### Communes limitrophes
|          | Saint-Même-les-Carrières |            |
| Segonzac | Saint-Preuil             | Bouteville |
|          | Lignières-Ambleville     | Bonneuil   |

### Géologie et relief
La commune occupe un plateau calcaire du Crétacé. La partie basse de la commune, au nord (Ségéville, le Chillot) est occupée par le Santonien, mais tout le reste de la commune est dans le Campanien, calcaire plus crayeux qui occupe une grande partie du Sud Charente et qu'on appelle Champagne dans la région de Cognac. Quelques petites zones d'argile sableuse datant du Tertiaire occupent les sommets des plateaux, notamment à l'est du bourg (bois de Mongin).
Une cuesta de Campanien faisant face au nord traverse le nord de la commune, entre Puymerle et la table d'orientation. Assez caractéristique du paysage de la rive gauche de la Charente entre Angoulême et Cognac, on peut la suivre à l'ouest vers Segonzac et à l'est vers Jurignac, Plassac-Rouffiac, Villebois-Lavalette, etc. Elle sépare la Champagne de la plaine de Châteaubernard,,.
Au sud de cette cuesta, le relief de la commune est donc particulièrement vallonné. Le bourg de Saint-Preuil est niché dans une vallée assez profonde, descendant vers l'ouest. Les collines entourant cette vallée forment des crêtes dépassant souvent les 120 m d'altitude. Le point culminant de la commune est à une altitude de 146 m, situé dans le bois de Mongin à l'est du bourg. Le point le plus bas est à 40 m, situé au nord sur la limite communale, aux Courades. Le bourg est à environ 95 m d'altitude.

### Hydrographie

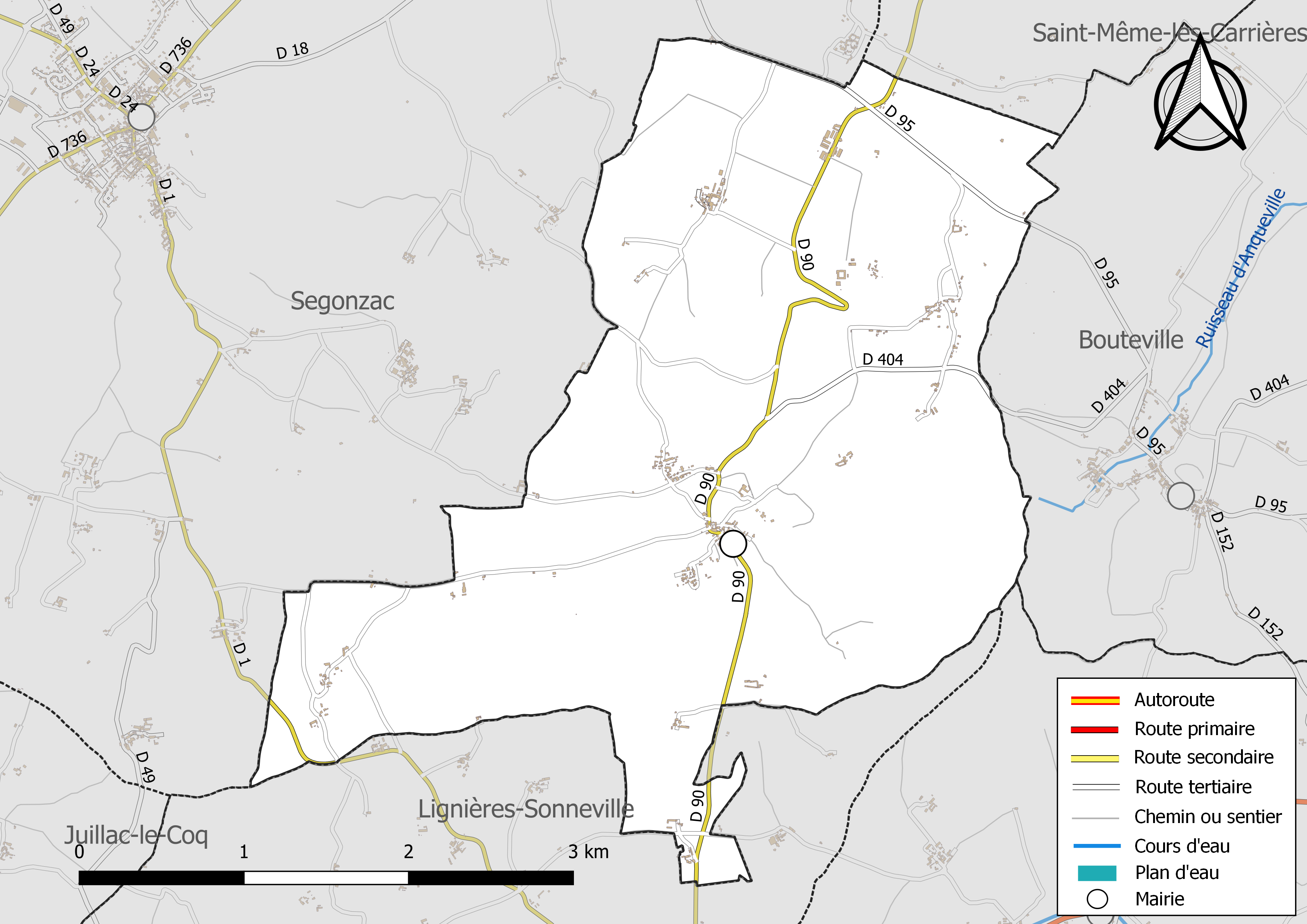
Réseaux hydrographique et routier de Saint-Preuil.

La commune est située dans le bassin versant de la Charente au sein du Bassin Adour-Garonne. Aucun cours d'eau permanent n'est répertorié sur la commune,.
Aucun cours d'eau parcourt la commune. En revanche, on trouve quelques fontaines ainsi qu'un lavoir au pied du bourg. Dans le vallon du bourg, à l'ouest de la commune, le ruisseau temporaire de la Trente se dirige vers Segonzac.

### Climat
Comme dans les trois quarts sud et ouest du département, le climat est océanique aquitain.

## Urbanisme

### Typologie
Au 1er janvier 2024, Saint-Preuil est catégorisée commune rurale à habitat dispersé, selon la nouvelle grille communale de densité à 7 niveaux définie par l'Insee en 2022.
Elle est située hors unité urbaine et hors attraction des villes,.

### Occupation des sols
L'occupation des sols de la commune, telle qu'elle ressort de la base de données européenne d’occupation biophysique des sols Corine Land Cover (CLC), est marquée par l'importance des territoires agricoles (74,4 % en 2018), une proportion sensiblement équivalente à celle de 1990 (73,8 %). La répartition détaillée en 2018 est la suivante : 
cultures permanentes (57,8 %), forêts (25,6 %), zones agricoles hétérogènes (14,2 %), terres arables (2,4 %). L'évolution de l’occupation des sols de la commune et de ses infrastructures peut être observée sur les différentes représentations cartographiques du territoire : la carte de Cassini (XVIIIe siècle), la carte d'état-major (1820-1866) et les cartes ou photos aériennes de l'IGN pour la période actuelle (1950 à aujourd'hui).

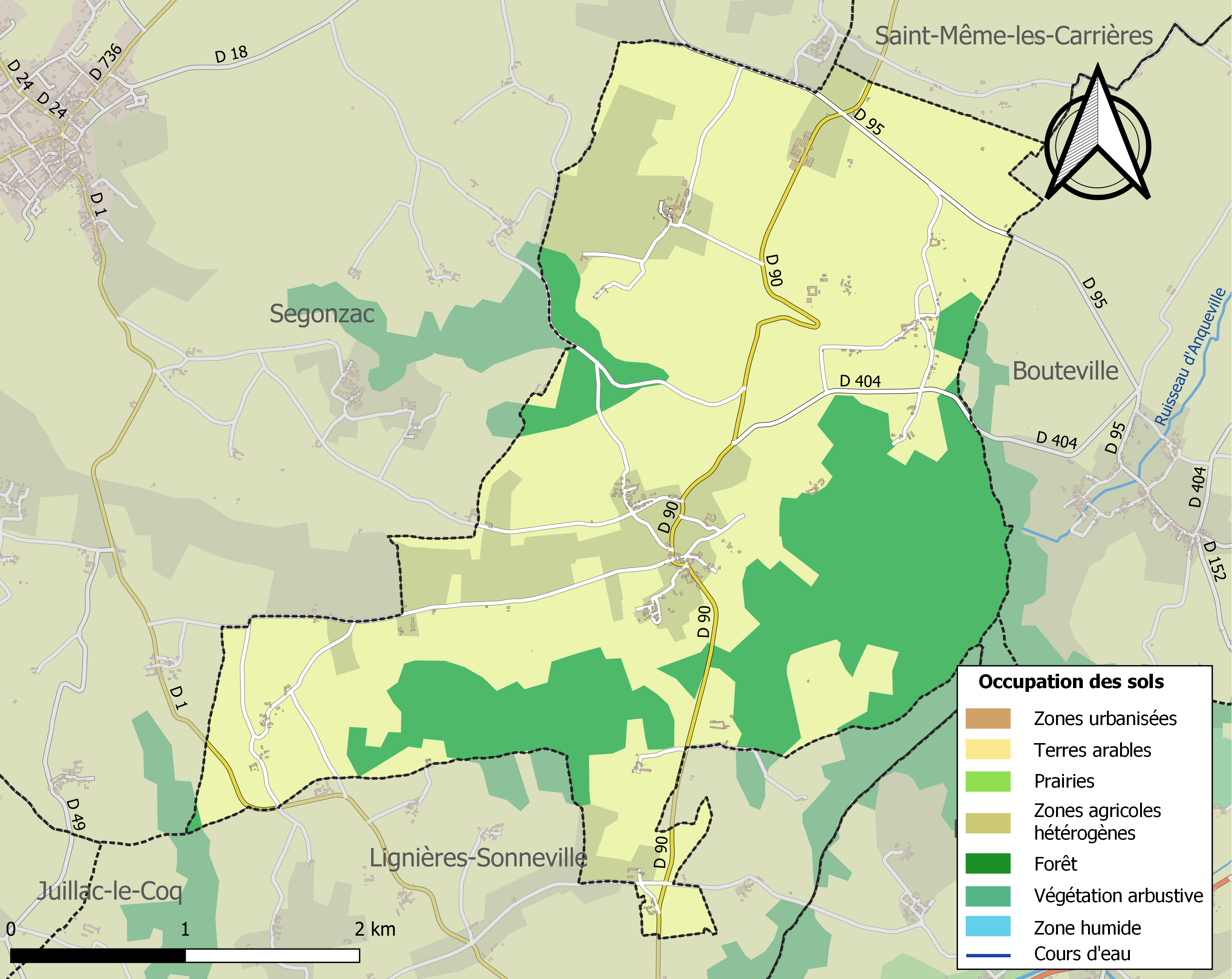
Carte des infrastructures et de l'occupation des sols de la commune en 2018 (CLC).

### Risques majeurs
Le territoire de la commune de Saint-Preuil est vulnérable à différents aléas naturels : météorologiques (tempête, orage, neige, grand froid, canicule ou sécheresse) et séisme (sismicité faible). Un site publié par le BRGM permet d'évaluer simplement et rapidement les risques d'un bien localisé soit par son adresse soit par le numéro de sa parcelle.

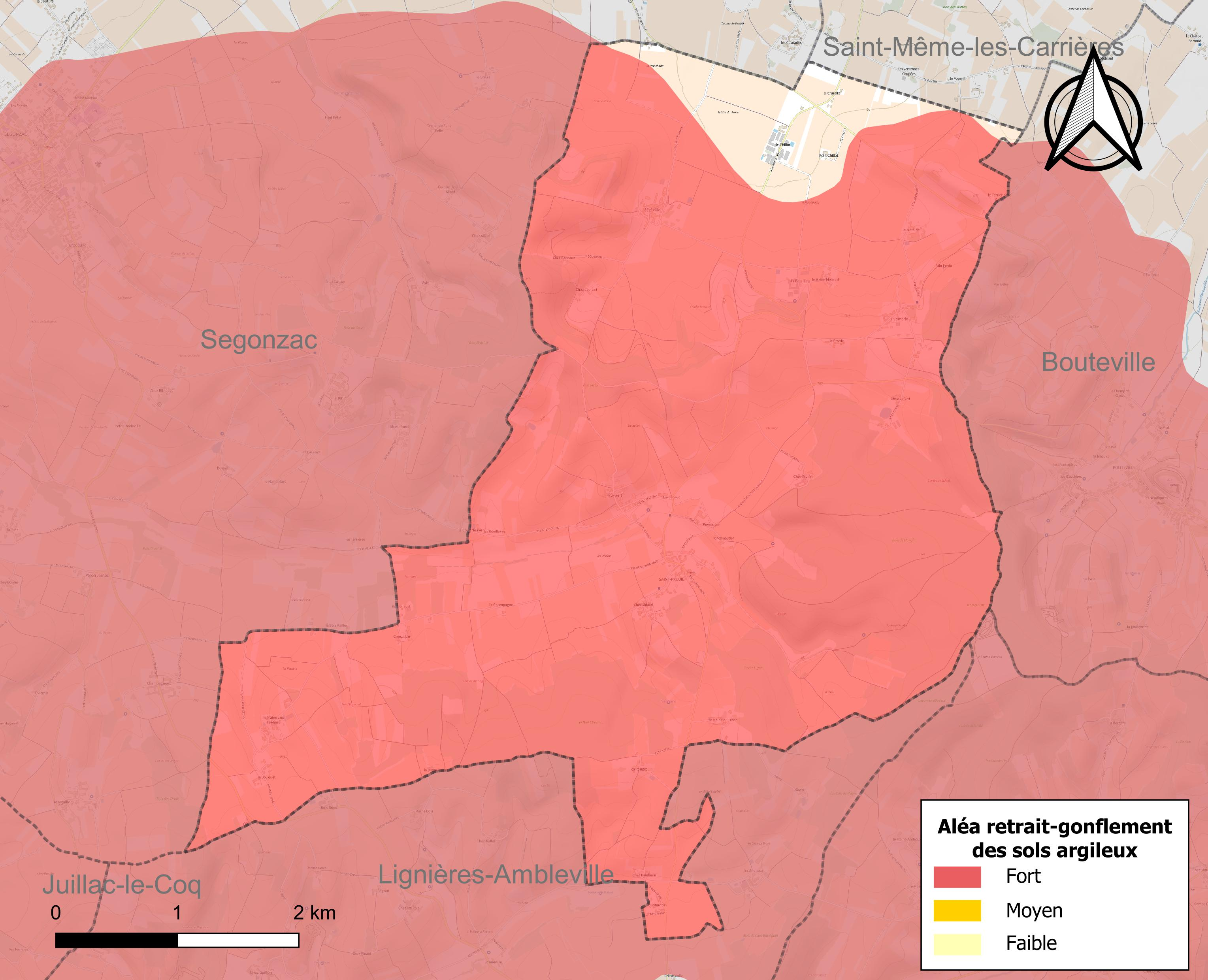
Carte des zones d'aléa retrait-gonflement des sols argileux de Saint-Preuil.

Le retrait-gonflement des sols argileux est susceptible d'engendrer des dommages importants aux bâtiments en cas d’alternance de périodes de sécheresse et de pluie. 94,1 % de la superficie communale est en aléa moyen ou fort (67,4 % au niveau départemental et 48,5 % au niveau national). Sur les 171 bâtiments dénombrés sur la commune en 2019, 164 sont en aléa moyen ou fort, soit 96 %, à comparer aux 81 % au niveau départemental et 54 % au niveau national. Une cartographie de l'exposition du territoire national au retrait gonflement des sols argileux est disponible sur le site du BRGM,.
Par ailleurs, afin de mieux appréhender le risque d’affaissement de terrain, l'inventaire national des cavités souterraines permet de localiser celles situées sur la commune.
La commune a été reconnue en état de catastrophe naturelle au titre des dommages causés par les inondations et coulées de boue survenues en 1982, 1987 et 1999. Concernant les mouvements de terrains, la commune a été reconnue en état de catastrophe naturelle au titre des dommages causés par des mouvements de terrain en 1999.

## Toponymie
Le nom est attesté sous la forme ancienne latine Sanctus Praejectus (non datée, Moyen Âge), qu'on retrouve dans d'autres documents anciens.
L'origine du nom de Saint-Preuil remonterait à Praejectus, évêque d'Auvergne du VIIe siècle. Ce même évêque a aussi donné son nom aux communes comme Saint-Priest  en Auvergne, Saint-Projet  (Charente, Lot, Tarn-et-Garonne), dont les formes anciennes sont Sanctus Prejectus.
Pendant la Révolution, la commune s'est appelée provisoirement Preuil-Champagne.

## Histoire
Des fossés circulaires protohistoriques près du logis de la Bataille, un ensemble d'enclos et de fosses à Cruzelles et des cercles funéraires protohistoriques près du hameau des Courades signent l'ancienneté de l'occupation.
Un des fils de François de Jussac, baron d'Ambleville, portait le titre de chevalier de Saint-Preuil. Il fut maréchal de camp et périt sur l'échafaud, en 1641, par ordre du cardinal de Richelieu,.

## Administration
| Période                                  | Période  | Identité           | Étiquette          | Qualité                                                                              |
| ---------------------------------------- | -------- | ------------------ | ------------------ | ------------------------------------------------------------------------------------ |
| Les données manquantes sont à compléter. |          |                    |                    |                                                                                      |
| 1939                                     | 1961     | Albert Boujut      | Soc.ind. puis UDSR | Viticulteur, conseiller général du canton de Châteauneuf-sur-Charente de 1945 à 1951 |
| 1961                                     | 1971     | Guy Montassier     |                    | Forgeron                                                                             |
| 1971                                     | 1995     | Paul Courtin       |                    | Viticulteur                                                                          |
| 1995                                     | 2008     | Philippe Boujut    |                    | Viticulteur                                                                          |
| 2008                                     | 2014     | Huguette Desbordes | SE                 | Enseignante spécialisée                                                              |
| 2014                                     | En cours | Marie-Jeanne Vian  | DVG                |                                                                                      |

## Démographie

### Évolution démographique
L'évolution du nombre d'habitants est connue à travers les recensements de la population effectués dans la commune depuis 1793. Pour les communes de moins de 10 000 habitants, une enquête de recensement portant sur toute la population est réalisée tous les cinq ans, les populations de référence des années intermédiaires étant quant à elles estimées par interpolation ou extrapolation. Pour la commune, le premier recensement exhaustif entrant dans le cadre du nouveau dispositif a été réalisé en 2007.

En 2022, la commune comptait 302 habitants, en évolution de +4,86 % par rapport à 2016 (Charente : −0,48 %, France hors Mayotte : +2,11 %).
| 1793 | 1800 | 1806 | 1821 | 1831 | 1841 | 1846 | 1851 | 1856 |
| ---- | ---- | ---- | ---- | ---- | ---- | ---- | ---- | ---- |
| 673  | 585  | 611  | 636  | 660  | 642  | 658  | 671  | 670  |

| 1861 | 1866 | 1872 | 1876 | 1881 | 1886 | 1891 | 1896 | 1901 |
| ---- | ---- | ---- | ---- | ---- | ---- | ---- | ---- | ---- |
| 681  | 646  | 611  | 592  | 515  | 468  | 447  | 432  | 467  |

| 1906 | 1911 | 1921 | 1926 | 1931 | 1936 | 1946 | 1954 | 1962 |
| ---- | ---- | ---- | ---- | ---- | ---- | ---- | ---- | ---- |
| 510  | 437  | 482  | 479  | 496  | 452  | 460  | 423  | 410  |

| 1968 | 1975 | 1982 | 1990 | 1999 | 2006 | 2007 | 2012 | 2017 |
| ---- | ---- | ---- | ---- | ---- | ---- | ---- | ---- | ---- |
| 408  | 368  | 317  | 288  | 289  | 299  | 300  | 282  | 292  |

| 2022 | - | - | - | - | - | - | - | - |
| ---- | - | - | - | - | - | - | - | - |
| 302  | - | - | - | - | - | - | - | - |

### Pyramide des âges
La population de la commune est relativement jeune.
En 2018, le taux de personnes d'un âge inférieur à 30 ans s'élève à 31,9 %, soit au-dessus de la moyenne départementale (30,2 %). À l'inverse, le taux de personnes d'âge supérieur à 60 ans est de 23,2 % la même année, alors qu'il est de 32,3 % au niveau départemental.
En 2018, la commune comptait 155 hommes pour 140 femmes, soit un taux de 52,54 % d'hommes, largement supérieur au taux départemental (48,41 %).
Les pyramides des âges de la commune et du département s'établissent comme suit.
| Hommes | Classe d’âge | Femmes |
| ------ | ------------ | ------ |
| 0,6    | 90 ou +      | 0,0    |
| 4,6    | 75-89 ans    | 7,2    |
| 17,6   | 60-74 ans    | 16,5   |
| 29,4   | 45-59 ans    | 28,7   |
| 15,7   | 30-44 ans    | 15,9   |
| 13,1   | 15-29 ans    | 14,4   |
| 19,1   | 0-14 ans     | 17,3   |

| Hommes | Classe d’âge | Femmes |
| ------ | ------------ | ------ |
| 1      | 90 ou +      | 2,7    |
| 9,2    | 75-89 ans    | 12     |
| 20,6   | 60-74 ans    | 21,3   |
| 20,7   | 45-59 ans    | 20,3   |
| 16,8   | 30-44 ans    | 16     |
| 15,6   | 15-29 ans    | 13,4   |
| 16,1   | 0-14 ans     | 14,3   |

## Économie

### Agriculture
La viticulture est la principale ressource de Saint-Preuil, qui est située dans la zone d'appellation d'origine contrôlée cognac, en Grande Champagne, premier cru classé du cognac.
De petits producteurs de cognac, de pineau des Charentes et de vin de pays sont installés dans la commune.

### Tourisme
Le Relais de Saint Preuil est une demeure d'hôtes membre de Relais du silence. Son propriétaire a créé l'agence d'œnotourisme Cognac Tasting Tour.

## Équipements, services et vie locale

### Enseignement
L'école de Saint-Preuil a fermé en 2008.

## Lieux et monuments

### Patrimoine religieux
L'église paroissiale Saint-Projet date de la fin du XIIIe siècle et a été remaniée au XVe siècle période de construction du clocher. Les voûtes ont été détruites au XVIe siècle par les protestants. L'église a été  restaurée sous la direction de Cartaud, architecte à Segonzac en 1837, 1880 à 1881, 1898 et la voûte du chœur a été remontée.
Elle est à plan allongé, à un vaisseau, en voûte d'ogives avec coupole sur pendentifs. L'escalier en hors-œuvre est en vis sans jour.
La stèle protestante du bois de la Combe des Loges commémore les assemblées du désert tenues en ce lieu écarté aux XVIIe et XVIIIe siècles.

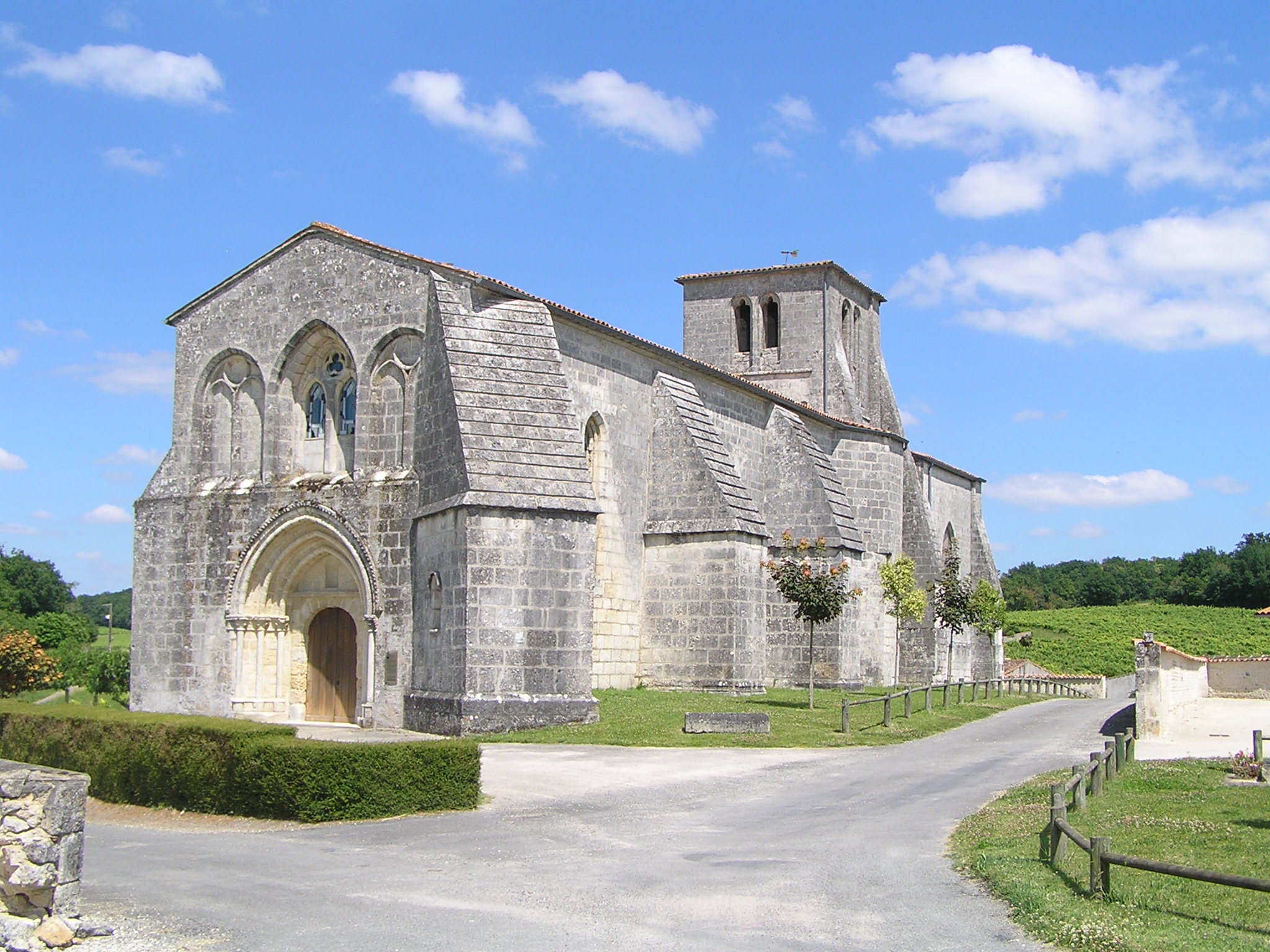
L'église Saint-Projet.
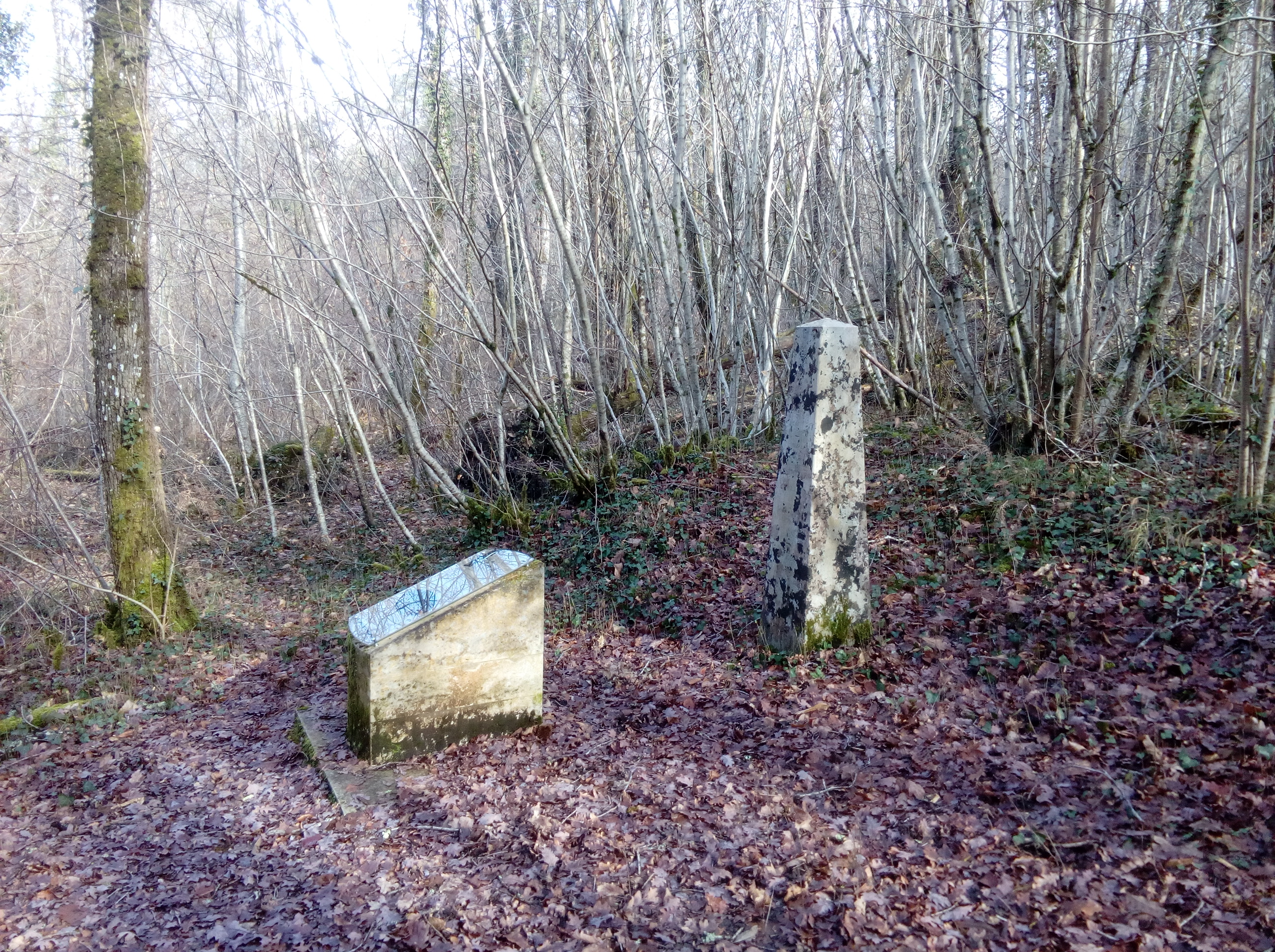
Stèle protestante.

### Patrimoine civil
Le moulin de la Métairie date de la fin de XIXe siècle.
De nombreuses fermes et maisons, des puits forment un patrimoine rural du XVIIIe siècle.
Le lieu-dit Chez Rivière présente des constructions datées de 1680, 1715 et 1767. Ceci en fait l'un des derniers ensembles représentatifs de l'architecture agricole des XVIIe et XVIIIe siècles en Grande Champagne, vignoble premier cru de cognac.

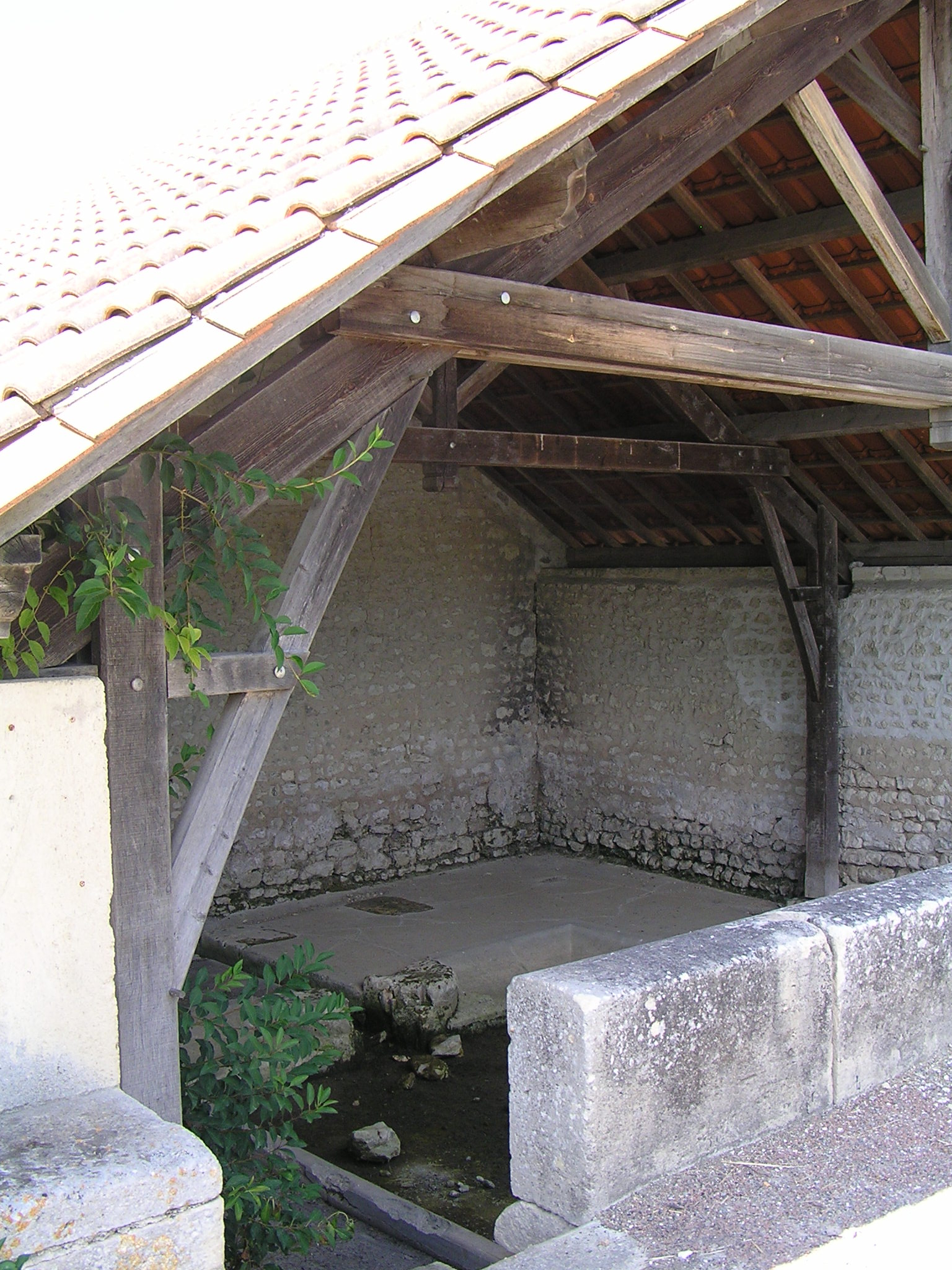
Lavoir.
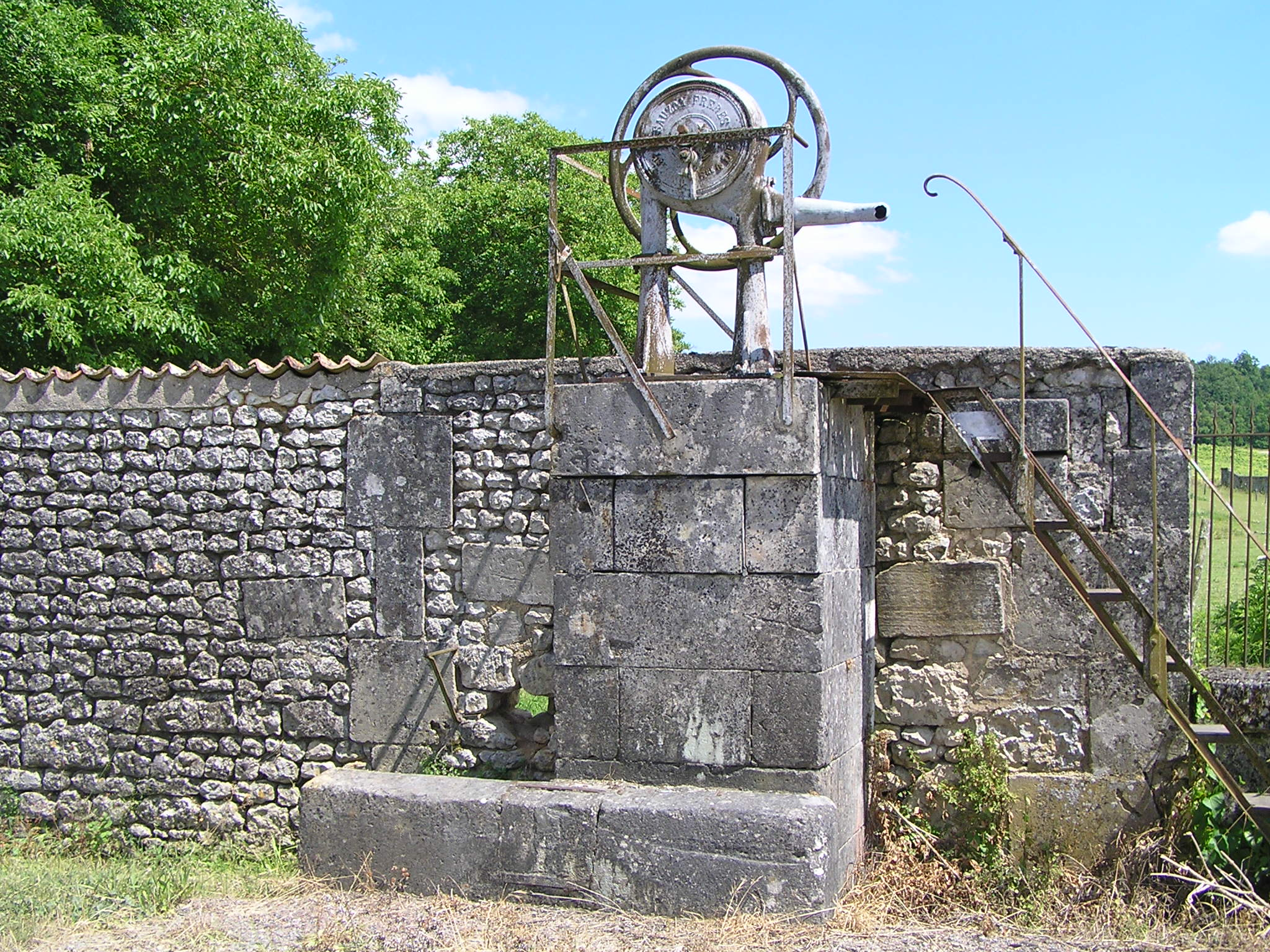
Pompe près du lavoir.
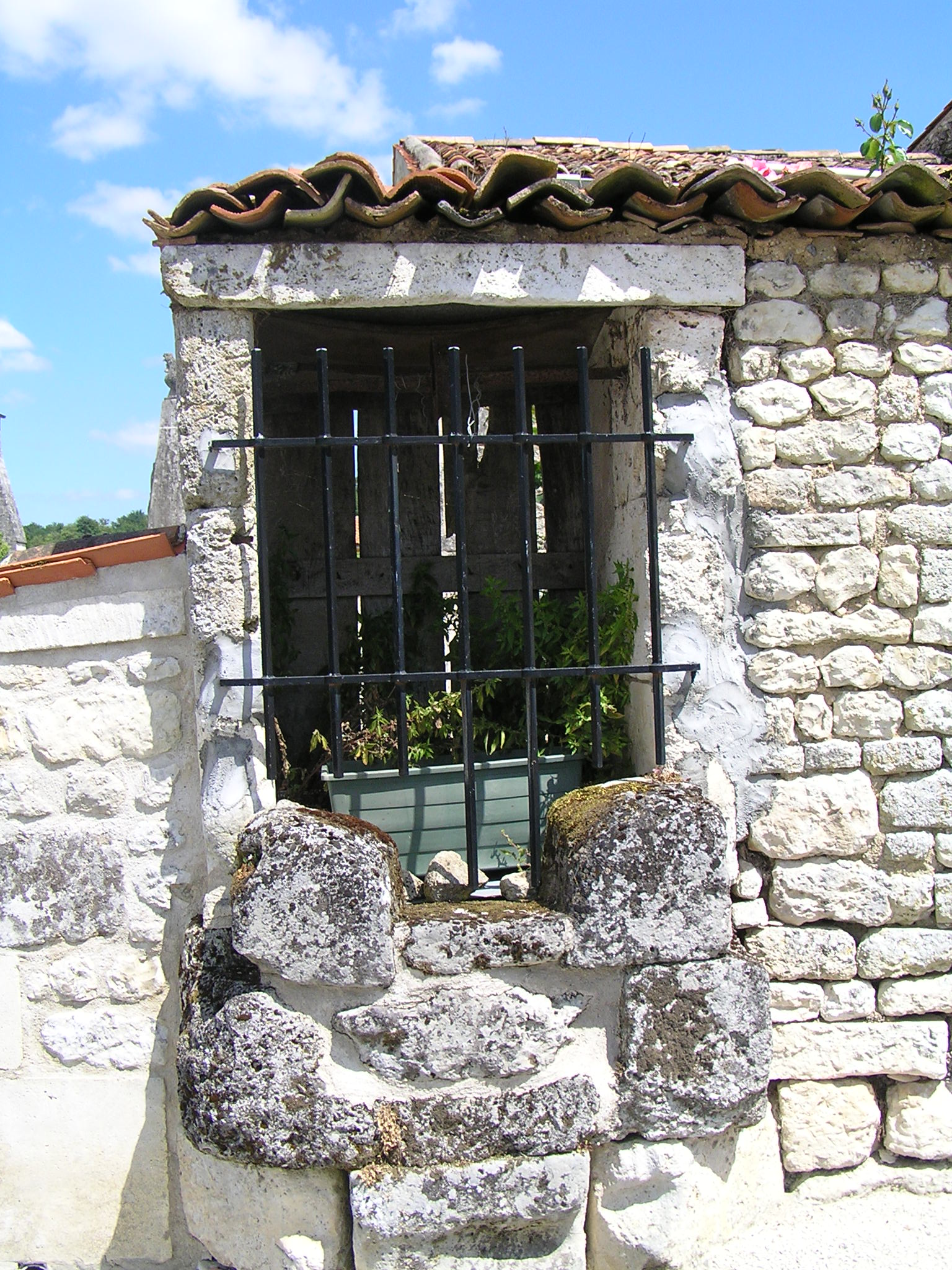
Puits.
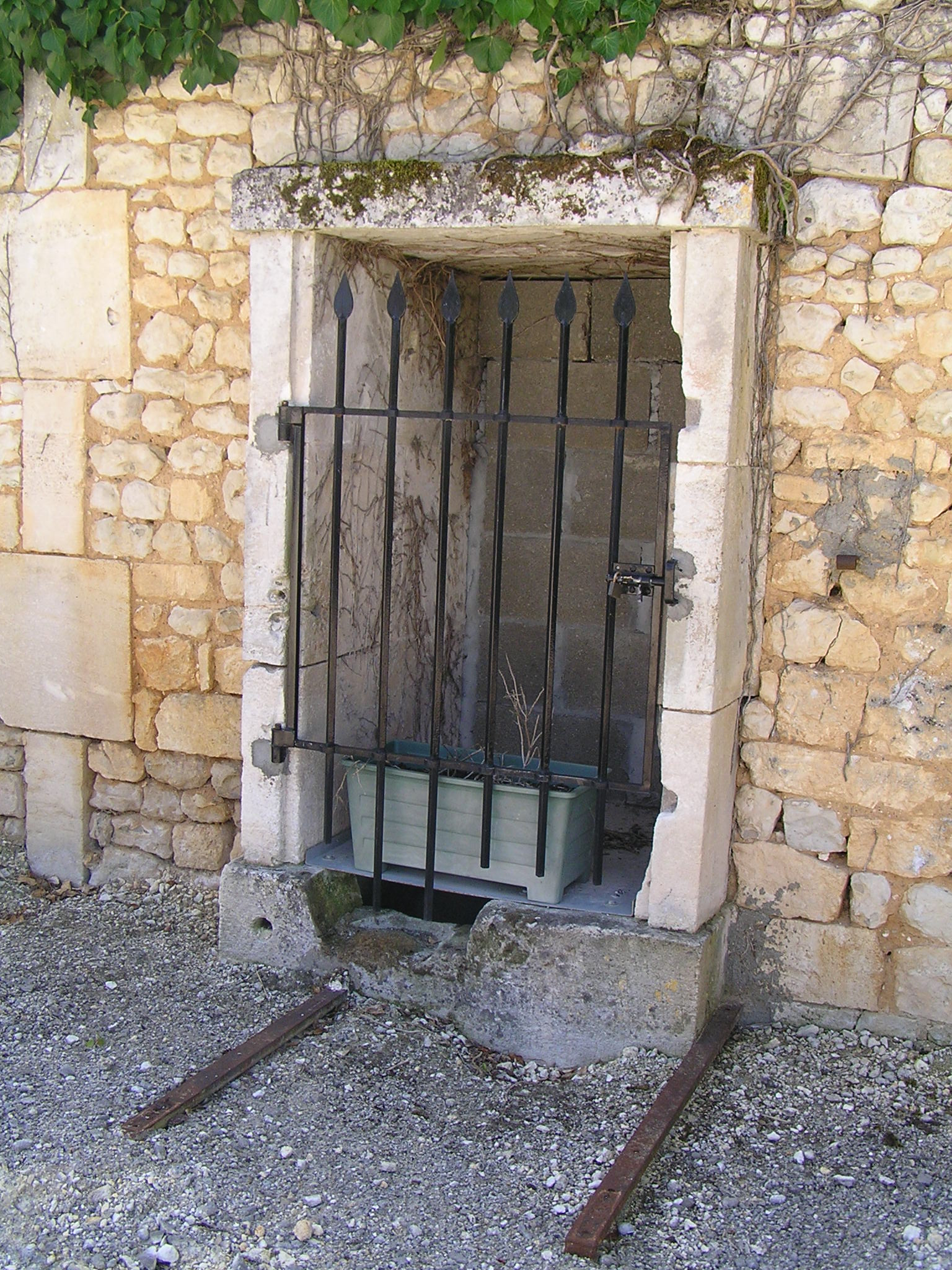
Autre puits.

## Personnalités liées à la commune

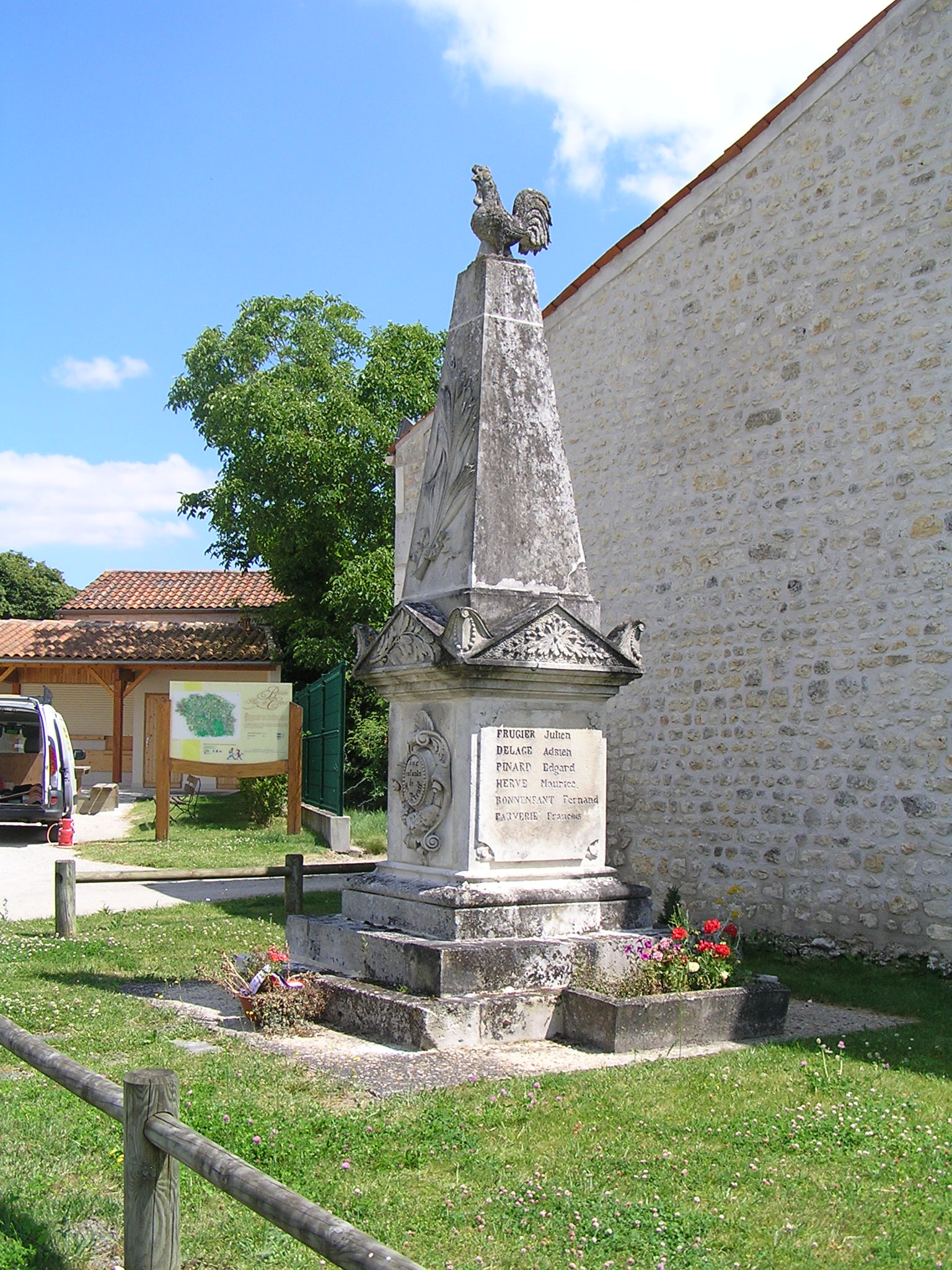
Monument aux morts.

- Jean Fougerat (1863-1932) : pharmacien, inventeur du sirop Rami, viticulteur et bienfaiteur, officier de la Légion d'honneur, a possédé une partie du vignoble au Chillot[24].